# 23271 Келлічакон
23271 Келлічакон (23271 Kellychacon) — астероїд головного поясу, відкритий 28 грудня 2000 року.
Тіссеранів параметр щодо Юпітера — 3,565.